# Schlacht bei Chippewa
Kriegsschauplatz St. Lawrence/Lake Champlain 

1. Sacket’s Harbor – 1. Lacolle Mills – Ontariosee – Ogdensburg – New York – 2. Sacket’s Harbor – Châteauguay – Chrysler’s Farm – 2. Lacolle Mills – Fort Oswego – Big Sandy Creek – Plattsburgh
Niagara-Kriegsschauplatz

Queenston Heights – Frenchman’s Creek – George – Stoney Creek – Beaver Dams – Black Rock – Fort Niagara – Buffalo – 1. Fort Erie – Chippewa – Lundy’s Lane – 2. Fort Erie – Cook’s Mill
Detroit-Kriegsschauplatz

Tippecanoe – Fort Mackinac – Dearborn – Detroit – Fort Harrison – Fort Wayne – Wild Cat Creek – Mississinewa – Frenchtown – Fort Meigs – Fort Stephenson – Eriesee – Thames River – Longwoods – Prarie du Chien – Rock Island Rapids – Mackinac Island – Malcom’s Mills
Chesapeake-Kriegsschauplatz

Craney Island – St. Michaels – Chesapeake – Bladensburg – Washington – Caulk’s Field – North Point – Baltimore
Südlicher Kriegsschauplatz

Creek – 1. Fort Bowyer – Fayal – Pensacola – Borgnesee – New Orleans – Fort St. Philip – Fort Peter – 2. Fort Bowyer

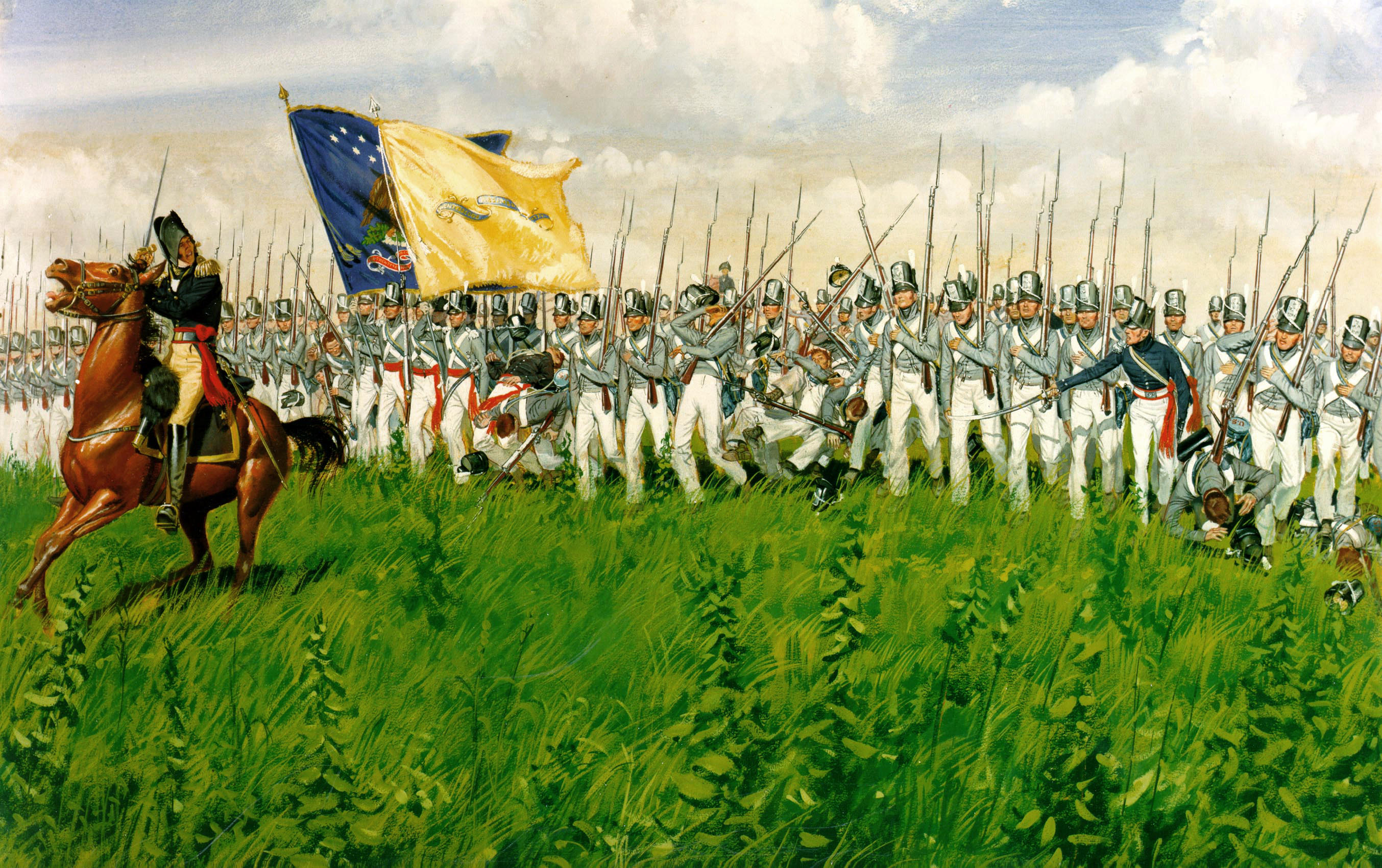
Schlacht bei Chippewa, 5. Juli 1814

Die Schlacht bei Chippewa vom 5. Juli 1814 zwischen Briten und Amerikanern fand während des Britisch-Amerikanischen Kriegs in Kanada in der Nähe des Niagara River statt und endete mit einem Sieg der Amerikaner.

## Verlauf
Hauptziel der Amerikaner während des Kriegs von 1812 war die Eroberung Kanadas gewesen. Mehrere Invasionsversuche in den Jahren 1812 und 1813 hatten zu teilweise demütigenden Niederlagen gegen zahlenmäßig häufig unterlegene britische Truppen geführt. Ein erneuter amerikanischer Vorstoß von Plattsburgh am Lake Champlain aus auf Montréal mit 3.500 Soldaten unter der Führung von Generalmajor James Wilkinson wurde von den Briten schon an der Grenze aufgehalten (Zweite Schlacht bei Lacolle Mills, 30. März 1814), doch gelang es 3.500 Soldaten unter General Jacob Brown auf dem Kriegsschauplatz am Niagara River zusammen mit einem Flottenverband unter Kommodore Isaac Chauncey am 3. Juli, die Grenzfestung Fort Erie zur Kapitulation zu zwingen. Während der darauf folgenden Manöver stieß eine am Chippewa River liegende, 1.300 Soldaten umfassende amerikanische Brigade unter Brigadegeneral Winfield Scott am 5. Juli unerwartet auf britische Streitkräfte, während sie sich auf die Parade zum Unabhängigkeitstag vorbereiteten. Die 1.700 Briten unter General Sir Phineas Riall überschritten den Chippewa River, um die Amerikaner anzugreifen, da sie diese aufgrund ihrer grauen Uniformen für Milizen mit mangelnder Kampfqualität hielten. Scott, einer der wenigen amerikanischen Kommandeure dieses Kriegs, der seiner Aufgabe gewachsen war, hatte seine Soldaten hervorragend ausgebildet, formierte seine Truppen und durchbrach mit ihnen bei einem schnellen, geschickt ausgeführten Angriff trotz heftigen britischen Feuers die gegnerischen Linien und zwang Riall zu einem hastigen Rückzug. Die Briten verzeichneten 137 Tote und 304 Verwundete, die Amerikaner 48 Tote und 227 Verwundete.
Der Sieg dokumentierte eine erhebliche Verbesserung der Kampfqualität der US-Truppen und hob deren Selbstbewusstsein, blieb jedoch ohne große Auswirkungen, da die Amerikaner durch die kurz darauf folgende Schlacht bei Lundy’s Lane zum Rückzug gezwungen wurden. Damit war die durch Scotts Sieg eröffnete letzte Möglichkeit zu einer erfolgreichen Invasion in Kanada vergeben.

## Nationale Würdigung
Am 21. Mai 1921 wurde der Ort des Gefechtes durch die kanadische Regierung zu einer „nationalen historischen Stätte“ in der Region Niagara erklärt. Die Würdigung erfolgte auf Vorschlag des Historic Sites and Monuments Board of Canada.